# Word Is Out (pesem)
»Word Is Out« je dance-pop-jack swing pesem, ki jo je napisal britanski duet Stock in Waterman za četrti glasbeni album avstralske pevke Kylie Minogue, Let's Get to It (1991). Producirala sta jo Mike Stock in Pete Waterman in s strani glasbenih kritikov je ob izidu prejela mešane ocene. Kot prvi singl z albuma so pesem izdali poleti leta 1991 in takoj je na britanski lestvici zasedla šestnajsto mesto, s čimer je končala svoj rekord, saj je vsak od njenih singlov do tedaj debitiral vsaj na enem izmed prvih desetih mest lestvice. Pesem je v Avstraliji požela veliko uspeha in postala deseti singl Kylie Minogue, ki je tamkaj zasedla eno izmed prvih desetih mest. Na gramofonski plošči s singlom je vgraviran podpis Kylie Minogue, zaradi česar je zelo privlačna za zbiratelje.

## Videospot
Videospot za pesem, ki ga je režiral James LeBon so posneli v Londonu na slavni tržnici Camden; kot ena od spremljevalnih plesalk Kylie Minogue je nastopila tudi britanska televizijska voditeljica, Davina McCall.

## Formati
CD s singlom
1. »Word Is Out« – 3:34
2. »Word Is Out« (gramofonska plošča s singlom) – 5:53
3. »Say the Word - I'll Be There« – 4:00

Avstralski CD s singlom
1. »Word Is Out« (remix) – 3:41
2. »Say the Word - I'll Be There« – 4:00
3. »Word Is Out« (remix) – 7:41

Britanska/novozelandska kaseta s singlom
1. »Word Is Out« – 3:34
2. »Say the Word - I'll Be There« – 4:00

Avstralska kaseta s singlom
1. »Word Is Out« (remix) – 3:41
2. »Say the Word - I'll Be There« – 4:00
3. »Word Is Out« (remix) – 7:41

Britanska gramofonska plošča s singlom
1. »Word Is Out« – 3:41
2. »Say the Word - I'll Be There« – 4:00

Gramofonska plošča s singlom
1. »Word Is Out« (remix) – 7:41
2. »Say the Word - I'll Be There« – 4:00
3. »Word Is Out« (inštrumentalna različica) – 3:31

Britanska gramofonska plošča s singlom
1. »Word Is Out« (remix) – 7:41

Avstralska gramofonska plošča s singlom
1. »Word Is Out« (remix) – 7:41
2. »Word Is Out« (inštrumentalna različica) – 3:31
3. »Word Is Out« (verzija z gramofonske plošče) – 5:53
4. »Say the Word - I'll Be There« – 4:00

## Nastopi v živo
Kylie Minogue je s pesmijo »Word Is Out« nastopila na naslednjih koncertnih turnejah:
- Let's Get to It Tour
- Showgirl: The Homecoming Tour (a capella med tehničnimi težavami)
- Anti Tour (a capella v Sydneyju)

## Dosežki
| Lestvica (1991)                            | Dosežek |
| ------------------------------------------ | ------- |
| Avstralija (ARIA)                          | 10      |
| Evropa (Eurochart Hot 100 Singles)         | 37      |
| Irska (IRMA)                               | 8       |
| Slovenija                                  | 4       |
| Južna Afrika (South African Singles Chart) | 16      |
| Združeno kraljestvo (UK Singles Chart)     | 16      |